# Neuburg an der Kammel
Neuburg, tên đầy đủ Neuburg an der Kammel (viết tắt Neuburg a.d.Kammel), là một đô thị ở huyện Günzburg bang Bayern thuộc nước Đức.